# Costoantella
Costoantella is een geslacht van kreeftachtigen uit de klasse van de Ostracoda (mosselkreeftjes).

## Soort
- Costoantella velata Schornikov & Mikhailova, 1990